# Tây Ấn

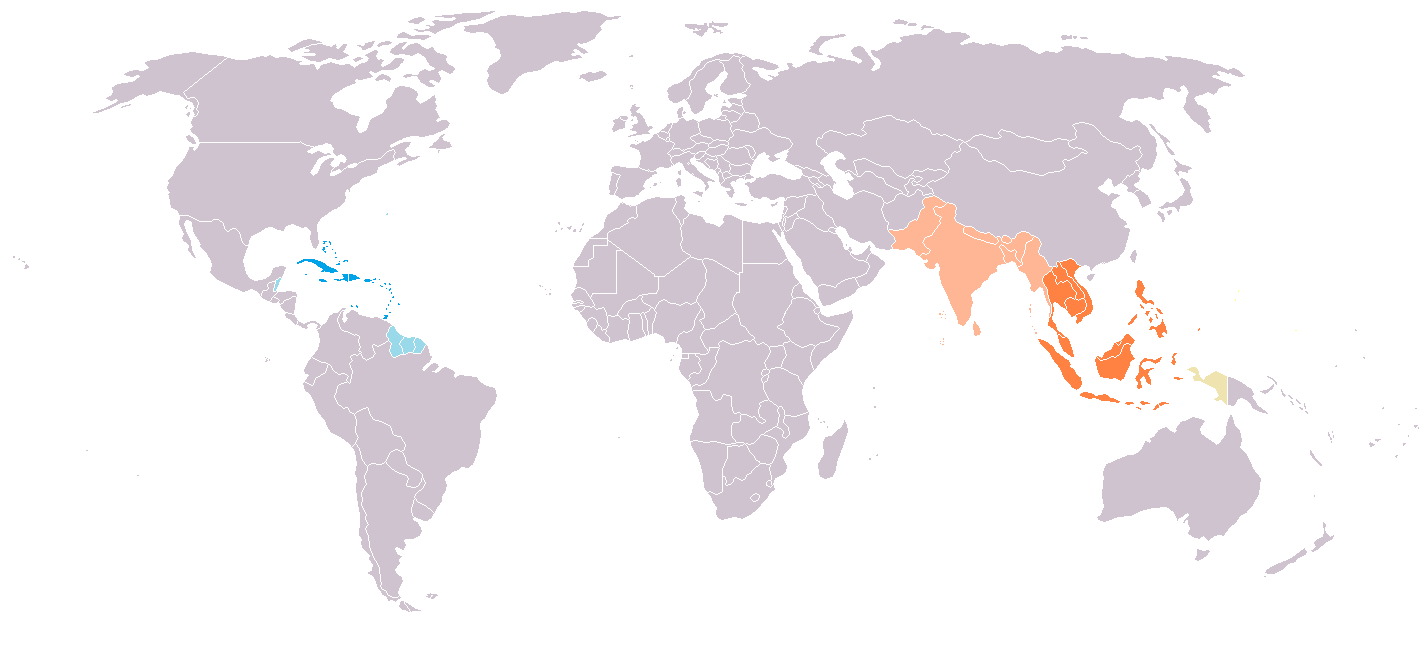
Đông Ấn
Vòng văn hoá Ấn Độ (á lục địa Ấn Độ và Myanmar)
Tây New Guinea
Tây Ấn
Các quốc gia có lúc bao hàm trong Quần đảo Tây Ấn Độ

Quần đảo Tây Ấn Độ, gọi tắt Tây Ấn, là quần đảo ở Bắc Mỹ, nằm giữa Đại Tây Dương và vùng biển thuộc nó là vịnh México, biển Caribe, phía bắc nhìn ra bán đảo Florida ngăn cách bởi eo biển Florida, phía đông nam gần kề bờ bắc Venezuela, từ đảo Cuba cực phía tây qua đảo Barbados cực phía đông, từ quần đảo Bahama cực phía bắc qua đảo Trinidad cực phía nam vòng đến đảo Aruba, có hình vòng cung nhô ra từ tây sang đông, kéo dài hơn 4.700 kilômét. Diện tích khoảng 240.000 kilômét vuông, tổng số đảo lớn và nhỏ đạt xấp xỉ 7.000 đảo. Danh xưng Tây Ấn bắt nguồn vào ngày 12 tháng 10 năm 1492, Christopher Columbus đổ bộ lên quần đảo Bahama, lầm tưởng nơi đó là Ấn Độ cho nên đặt tên là Ấn Độ.
Quần đảo từ bắc chí nam chia làm ba nhóm quần đảo lớn: Bahama, Đại Antilles và Tiểu Antilles. Khí hậu chủ yếu là khí hậu gió mùa nhiệt đới, buổi trưa nóng nực, buổi chiều mưa kèm theo sấm chớp, sản suất nhiều loại cây trồng như cà phê, chuối,...

## Tóm tắt
Quần đảo do hơn 7.000 đảo lớn và nhỏ, ám tiêu và rạn san hô vòng, hợp thành. Hòn đảo chủ yếu là đảo Jamaica và đảo Cuba. Trong đó đảo lớn nhất là đảo Cuba.
Quần đảo từ bắc chí nam chia làm ba nhóm quần đảo lớn: Bahama, Đại Antilles và Tiểu Antilles. Quần đảo Đại Antilles là chủ thể của quần đảo Tây Ấn Độ, là bộ phận kéo dài của sơn hệ America, Bắc Mỹ, phần lớn thuộc loại đảo lục địa, đảo nổi tiếng có đảo Cuba, đảo Hispaniola, đảo Jamaica và đảo Puerto Rico. Đỉnh Duarte ở trung bộ đảo Hispaniola cao 3.101 mét so với mặt nước biển, là đỉnh núi cao nhất của quần đảo Tây Ấn Độ.
Quần đảo Tây Ấn Độ nguyên lúc đầu là quê hương của người Anh-điêng - cư dân bản địa. Bắt đầu từ cuối thế kỉ XV, liên tục trôi nổi thành thuộc địa của Tây Ban Nha, Anh Quốc, Hà Lan, Pháp, Đan Mạch và Mỹ. Dưới ách thống trị của nhà thực dân trong một thời gian dài, người Anh-điêng hầu như bị "đuổi cùng giết tận", người da đen và hậu duệ của họ được vận chuyển, buôn bán từ châu Phi đến trở thành lực lượng lao động chủ yếu của khu vực này, người Mulatto - hỗn huyết giữa người da đen và người da trắng, đã hình thành dân tộc mới.
Đầu thế kỉ XIX cho đến trước đại chiến thế giới lần thứ hai, ba nước Haiti, Cộng hoà Dominica và Cuba lần lượt giành được độc lập trên danh nghĩa. Sau thế chiến II, có mười nước gồm: Jamaica, Trinidad và Tobago, Barbados, Bahamas, Grenada, Thịnh vượng chung Dominica, Saint Lucia, Saint Vincent và Grenadines, Antigua và Barbuda, Saint Kitts và Nevis lần lượt tuyên bố độc lập. Tuy nhiên, đến nay vẫn có 10 vùng lãnh thổ vẫn nằm dưới sự kiểm soát của các nhà thực dân Anh, Mỹ, Pháp và Hà Lan.
Quần đảo Tây Ấn Độ có tổng cộng hơn 44 triệu dân, là khu vực có dân số đông đúc nhất châu Mỹ Latinh. Nhưng mà nhân khẩu phân bố không đều, đa phần tập trung ở thành thị lớn và gần cầu cảng tránh bão. Thành phần cấu tạo chủng tộc phức tạp, người da đen và người Mulatto chiếm khoảng 60%, người da trắng và người châu Á lần lượt chiếm khoảng 35% và 5%, Cuba và Puerto Rico chủ yếu là người da trắng (chiếm trên 70%), Haiti và Barbados người da đen chiếm 90%, các nước như Bahamas, Jamaica, Grenada, cũng đa phần là người da đen. Còn lại chủ yếu là người Mulatto - hỗn huyết giữa người da đen và người da trắng.
Trong 13 nước, Cuba có nhân khẩu đông nhất, khoảng 11 triệu người, Cộng hoà Dominica và Haiti lần lượt xếp sau, Quần đảo Turks và Caicos có nhân khẩu ít nhất, hai quần đảo có tổng cộng khoảng 44.500 cư dân. Barbados có mật độ dân số lớn nhất, bình quân mỗi một kilômét vuông có 660 người. Kết quả thống trị trong thời gian dài của các nhà thực dân, khiến cho kinh tế mỗi nước, mỗi vùng lãnh thổ của quần đảo Tây Ấn Độ đa phần đều lấy nông nghiệp là ngành nghề chủ yếu, công ty nông nghiệp nước ngoài chiếm hữu lượng lớn ruộng đất, đồng thời thuê nhân công trồng trọt một loại cây kinh tế đơn nhất. Trong số quốc gia độc lập, tình hình kinh tế một sản phẩm đến nay vẫn chưa được thay đổi căn bản, kinh tế phát triển không bình thường, đời sống nhân dân thấp kém, ví dụ như Haiti - quốc gia độc lập sớm nhất vẫn thuộc một trong 46 nước không phát triển nhất thế giới.
Quần đảo nằm giữa Bắc Mỹ và Nam Mỹ, là nơi ắt phải đi qua trên biển từ Đại Tây Dương qua kênh đào Panama thông đến Thái Bình Dương, giao thông và địa vị chiến lược trọng yếu. Cảng biển và cảng hàng không nhiều, sự liên kết giữa cảng hàng không và cảng biển thuận lợi nhanh chóng, hải cảng chủ yếu có Havana, Santiago, Kingston, Santo Domingo, Port-au-Prince, San Juan, Port of Spain và Willemstad. Trong mấy năm gần đây, ngành du lịch đã có sự phát triển tương đối lớn, trở thành thắng cảnh du lịch và nghỉ dưỡng nổi tiếng thế giới. Ở trong một số đảo quốc nhỏ, thu nhập của ngành du lịch đã trở thành nguồn kinh tế trọng yếu.
Khu vực quần đảo Tây Ấn Độ bao gồm tất cả hòn đảo từ mũi Key West của bán đảo Florida xuyên qua biển Caribe kéo dài đến bờ bắc Nam Mỹ. Nơi này có 23 thực thể chính trị, trong đó có một số rất nhỏ. Tính nhất quán và tính khác biệt bắt nguồn từ sự kết hợp của bốn yếu tố, một là yếu tố địa lí, ba cái khác là yếu tố lịch sử. Đặc điểm địa lí là tính đảo, ba chủ đề lịch sử là chủ nghĩa thực dân, trồng mía và chế độ nô lệ.
Các đảo lớn và nhỏ trong quần đảo Tây Ấn Độ, phạm vi diện tích của chúng từ Cuba - diện tích 109.884 kilômét vuông, cư dân khoảng 11 triệu người, cho đến các đảo nhỏ toàn đá, ít người cư trú ở trong quần đảo Grenadines và quần đảo Virgin, mỗi nơi có sự khác biệt. Các đảo lớn và nhỏ này phân bố đơn lẻ, cộng thêm đa số diện tích trong chúng nhỏ và hẹp, đã dẫn đến một giai đoạn lịch sử dài dằng dặc chủ nghĩa thực dân và thế lực ngoại bang chiếm địa vị thống trị làm cho mỗi một đảo trôi nổi thành thuộc địa. Vào thế kỉ XVII và XVIII, sự chia cắt lãnh thổ đối với quần đảo Tây Ấn Độ giữa Tây Ban Nha, Anh Quốc, Hà Lan và Đan Mạch, đã mang đến cuộc chiến đấu tuần hoàn ác tính cho khu vực này; lãnh thổ thuộc địa bị đánh chiếm vào thời kì chiến tranh, sau đó tiến hành trao đổi thông qua hoà ước, đã thúc đẩy dã tâm địa chính trị của các cường quốc đế quốc. Sự liên kết giữa các đảo xưa nay phai nhạt, bởi vì các cường quốc thực dân đều dốc sức mưu toan duy trì mối quan hệ địa vị thống trị với các thuộc địa của riêng mình. Liên kết xuất hiện giữa các đảo, về cơ bản cũng giới hạn ở các đảo lớn và nhỏ thuộc cùng một nhóm ngôn ngữ châu Âu (thông thường đều có mối quan hệ thực dân - nô lệ như nhau).